# Montenegro Medaille
De "Karadag Madalyasi" (Karadag is Turks voor 'land van zwarte bergen') werd in 1863 door de Turkse Sultan Abdülaziz (8 februari 1830 — 4 juni 1876) ingesteld. Deze campagnemedaille herdacht de onderdrukking van een opstand van de Montenegrijnse vazal Nicholas Petrovic. Na de moord op zijn oom Danilo van Montenegro werden de islamitische bewoners van dorpen op de grens van Montenegro en Bosnië uitgemoord. De Turken, onder bevel van de Bosnische gouverneur Omar Pasha, onderdrukten de opstand, maar de Westerse machten voorkwamen dat de status quo werd gewijzigd. Nicolaas bleef als vazal regeren en de Montenegrijnse grenzen bleven ongewijzigd.
Er werden medailles in ten minste twee graden verleend.
Voor de Turkse officieren en soldaten waren er zilveren medailles, ieder met een doorsnede van 36 millimeter. De medailles waren dus groter dan de andere Turkse campagnemedailles.
Op de voorzijde van de medaille staat boven een halve maan de gekalligrafeerde tekst "Vertrouwend op God, Abdilaziz Khan, de altijd overwinnende" en op de keerzijde een landschap met een kanon en steile bergen waarop een Turkse vlag is gehesen. Daaronder de in het Arabisch gestelde inscriptie "Karadag 1279". Het lint voor de 30.000 uitgereikte medailles was zoals gebruikelijk zalmrood met groene boorden. Alle medailles werden doorboord om ze zo aan het lint te kunnen hangen.
Het medaillon aan de voorzijde is gelijk aan dat van de Orde van Mejidie die in datzelfde jaar werd gesticht. De mogelijkheid dat deze medaille bedoeld was om aan de orde verbonden te zijn zoals er een relatie is tussen de Ottomaanse Algemene Dienst Medaille, ook Donau Medaille genoemd en verbonden aan de Orde van de Glorie of Nishani Iftihar wordt weleens geopperd.
Medailles en eretekens van het Ottomaanse Rijk

Chelengk · 
Orde van het Huis van Osman · 
Orde van het Verheven Portret · 
Orde van de Halve Maan · 
Orde van de Glorie · 
Orde van de Eer · 
Hoge Orde van de Eer · 
Orde van Osmanie · 
Orde van Mejidie · 
Orde van Liefdadigheid · 
Orde van Onderwijs · 
Orde van het Ottomaanse Parlement · 
Orde van Verdienste voor de Landbouw ·
Medaille van de Orde van de Eer · 
Liyakat Medaille · 
IJzeren Halve Maan · 
De lijst van 21 Turkse campagnemedailles

Medailles en ertetekens van de Turkse Republiek

Turkse Onafhankelijkheidsmedaille · 
Orde van Verdienste van de Turkse Strijdkrachten · 
Legioen van Aanbeveling van de Turkse Strijdkrachten · 
Legioen van Eer van de Turkse Strijdkrachten · 
Legioen van Verdienste van de Turkse Strijdkrachten · 
Medaille van Eer van de Turkse Strijdkrachten · 
Medaille van de Strijdkrachten voor Belangrijke Diensten · 
Medaille van de Strijdkrachten voor Opvallende Moed en Zelfopoffering · 
Medaille voor Eervolle Vermelding van de Turkse Strijdkrachten · 
Medaille voor Prestaties van de Turkse Strijdkrachten